# Гармиш-Партенкирхен
Гармиш-Партенкирхен (њем. Garmisch-Partenkirchen) град је у њемачкој савезној држави Баварској. Једно је од 22 општинска средишта округа Гармиш-Партенкирхен.

## Историја
Два града су готово 1100 година била засебне заједнице, све док Адолф Хитлер није 1935. наговорио градоначелнике Гармиша и Партенкирхена да споје два села уочи Зимских олимпијских игара 1936. Градови су остали уједињени и зову се често само „Гармиш“ на велику жалост становника Партенкирхена. Многи посетиоци ће приметити модеран угођај Гармиша, док осликани зидови и каменом поплочане улице Партенкирхена дају увид у прошлост.
Град спаја аутобан (ауто-пут), као и железничка веза с Минхеном, Инзбруком, Ројтеом те са оближњим Цугшпицеом, највишом планином у Немачкој са висином од 2962 m. Поглед на врх је спектакуларан, а постоји и неколико планинарских стаза.
Године 1936. град је био домаћин Зимски олимпијских игара,
1978. одржано је Светско првенство у алпском скијању, а град је добио и организацију новог првенства 2011.
Традиционално се на први дан Нове године у Гармиш-Партенкирхену одржава такмичење у скијашким скоковима као део Турнеје четири скакаонице. У Гармишу се одржавају и такмичења за Светски куп у скијању, најчешће на стази Кандахар ван града.
Гармиш-Партенкирхен је омиљено одредиште туриста жељних скијања, санкања и планинарења, а има једну од најбољих скијашких инфраструктура у Немачкој.
У Гармиш-Партенкирхену се налази Европски центар за безбедносне студије „Џорџ K. Маршал“. Маршалов центар финансира неколико земаља, а води га америчко особље. Служи као конференцијски центар за владе широм света, а поготово из бившег СССР и источне Европе. У граду је смештен мањи број америчких војника који воде рекреацијски центар за оружане снаге (тзв. Ложу Еделвајс („рунолист“) и излетиште) у предграђу Гармиша.
Гармиш-Партенкирхен је родно мјесто Михаела Ендеа, аутора „Бескрајне приче“. У Гармишу је живео и композитор Рихард Штраус.
Такође, град важи за монденско место. Карактеришу га врло високе цене некретнина. Многи немачки држављани, након пензионисања, троше своју животну уштеђевину на кућу (станова има сразмерно мало) у Гармиш-Партенкирхену, и одлучују да ту проведу своје пензионерске дане.

## Географски и демографски подаци
Град се налази на надморској висини од 708 метара. Површина општине износи 205,7 km². У самом граду је, према процјени из 2010. године, живјело 25.995 становника. Просјечна густина становништва износи 126 становника/km². Посједује регионалну шифру (AGS) 9180117.

## Међународна сарадња
| Мјесто | Држава    | Врста сарадње | Од    |
| ------ | --------- | ------------- | ----- |
| Аспен  | САД       | партнерство   | 1966. |
| Лахти  | Финска    | партнерство   | 1987. |
| Шамони | Француска | партнерство   | 1973. |
| Извор  |           |               |       |